# Великий инквизитор (Достоевский)
«Вели́кий инквизи́тор» (иногда «Леге́нда о Вели́ком инквизи́торе») — вставная притча, опубликованная в июньском номере 1879 года журнала «Русский вестник» (том CXLI, стр. 736—758) в составе пятой главы пятой книги «Pro и contra» второй части романа Фёдора Достоевского «Братья Карамазовы». Притча представляет собой аллегорический рассказ Ивана Карамазова Алёше Карамазову на тему христианской свободы воли, свободы совести; она заключает в себе изложение позиции писателя на общество, православие, католицизм и занимает ключевое место не только в романе, но и во всей системе философских ценностей его автора. Достоевский называл «Великого инквизитора» «кульминационной точкой» своего последнего романа.

## История возникновения притчи
Зрелый Достоевский неоднократно обращался к образу Христа, забытого и покинутого людьми, утратившими веру в него. Первые попытки в этом направлении писателем предпринимались ещё в пору работы над романом «Преступление и наказание», затем последовали роман «Идиот» и образ князя Мышкина. В черновиках к «Идиоту» впервые начала разрабатываться тема трёх дьяволовых искушений Христа. Затем во время работы над романом «Подросток» и образом Версилова у Достоевского вновь возникает мотив «искушения Христа» и «игры с дьяволом». В тетрадях к «Подростку» 1875 года есть заметки «О трёх дьяволовых искушениях» и «В Англии судили Христа», получившие развитие четыре года спустя в «Братьях Карамазовых». Ещё Д. С. Мережковский заметил, что нити от образа Версилова тянутся к поэме о Великом инквизиторе. Окончательное оформление мотив трёх дьяволовых искушений получил в «Братьях Карамазовых», где стал ключевым элементом этой глубокой и психологически сложной философской притчи.
Но самые первые мотивы «Великого инквизитора» можно встретить ещё в 1840-е годы, когда молодой писатель создавал образ хозяйки — Катерины и её мрачного деспота купца Мурина: «Ничего и никогда не было для человека и человеческого общества невыносимее свободы»; «слабому человеку одному не сдержаться! Только дай ему всё, он сам же придёт, всё назад отдаст, дай ему полцарства земного в обладание, попробуй — ты думаешь что? Он тебе тут же в башмак тотчас спрячется, так умалится. Дай ему волюшку, слабому человеку, — сам её свяжет, назад принесёт», — так рассуждает он о Катерине. Эти слова Мурина перекликаются с идеями Великого инквизитора в заключительном романе Достоевского.

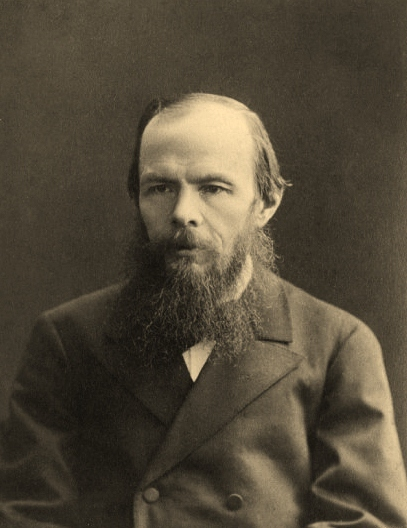
Достоевский в 1879 году. Фотография К. А. Шапиро

Помимо указанных произведений в «Дневнике писателя» за 1876—1877 рассматривалось взаимоотношение католицизма с Римской империей, с современной государственностью, с утопическим социализмом («Дневник писателя», 1877, январь, гл. 1, сентябрь, гл. 1). Черновик «Дневника писателя» за 1876 год содержит запись «Великий инквизитор и Павел. Великий инквизитор со Христом. В Барселоне поймали чёрта». Так в январской статье «Три идеи» Достоевский подробно останавливался на идее насильственного объединения человечества под эгидой Древнего Рима. По мнению Достоевского, эта идея была позднее унаследована папством в качестве квинтэссенции католицизма, а социалистические учения лишь несколько видоизменили и приспособили под свои нужды эту католическую идею «устройства человеческого общества <…> без Христа и вне Христа». По мысли Достоевского, в противовес католической идее возникла протестантская идея, позднее получившая поддержку в воинствующем национализме Отто Бисмарка и Германской империи. Всему этому геополитик и моралист Достоевский противопоставил свою консервативную социально-политическую утопию — «нарождающуюся» «славянскую идею» в качестве «третьей мировой идеи», засиявшей на Востоке «небывалым и неслыханным ещё светом».
Благодаря этой идее, рассуждал далее Достоевский, восторжествуют ценности личной духовной свободы, братское отношение к народам, индивидуальная ответственность человека за судьбы других людей и народов, «падут когда-нибудь перед светом разума и сознания естественные преграды и предрассудки, разделяющие до сих пор свободное общение наций эгоизмом национальных требований, и <…> народы заживут одним духом и ладом, как братья, разумно и любовно стремясь к общей гармонии» («Дневник писателя», 1877, январь, гл. 2). Исследователь Достоевского А. С. Долинин указывал, что рассказ «Сон смешного человека» (1877 г.) также отчасти идейно предвосхищает мысли поэмы Ивана Карамазова.
По мнению Л. П. Гроссмана, идея «Великого инквизитора» зрела в сознании Достоевского десятилетиями. На её создание повлияла работа «Иезуитизм, побеждённый и уничтоженный социализмом», французского коммуниста-утописта Теодора Дезами, 1845; «Истинное христианство согласно Иисусу Христу», сочинение французского социалиста-утописта Этьена Кабе, 1846; работы петрашевцев «Иисус перед военными судами», «Иисус отвергает все искушения». Таким образом, притча Достоевского о возможности сочетания христианства и фурьеризма восходит к его раздумьям 1840-х годов. А в романе «Братья Карамазовы» писателю удалось с величайшим драматизмом показать своё представление о небывалом и бескомпромиссном столкновении противоборствующих идей, звучавших в дискуссиях петрашевцев вопреки суровым условиям николаевской реакции ещё в пору его молодости.
Глава «Великий инквизитор» не сразу стала частью романа «Братья Карамазовы». Возможно, притча первоначально планировалась автором в качестве самостоятельного произведения, или же он предполагал включить её в другую книгу. 24 декабря 1877 года он написал список своих будущих произведений: «1. Написать русского Кандида. 2. Написать книгу о Иисусе Христе. 3. Написать свои воспоминания. 4. Написать поэму „Сороковины“». Первый, второй и четвёртый замысел позднее стали частями «Братьев Карамазовых» если не в полной мере, то найдя в нём своё отражение. Комментаторы академического собрания сочинений Достоевского рассматривают поэму «Великий инквизитор» как ответвление замысла «книги о Иисусе Христе». Из замысла поэмы «Сороковины» в роман перешёл эпизод беседы Ивана Карамазова с чёртом. С «Кандидом» Вольтера перекликаются многие темы «Братьев Карамазовых», в том числе и Великий инквизитор, выведенный в 8 и 9 главах повести Вольтера. Кроме этого в 14 и 15 главах Вольтер описывает государство иезуитов в Парагвае, что также могло послужить Достоевскому историческим прообразом при создании им своей притчи.

### Написание и публикация

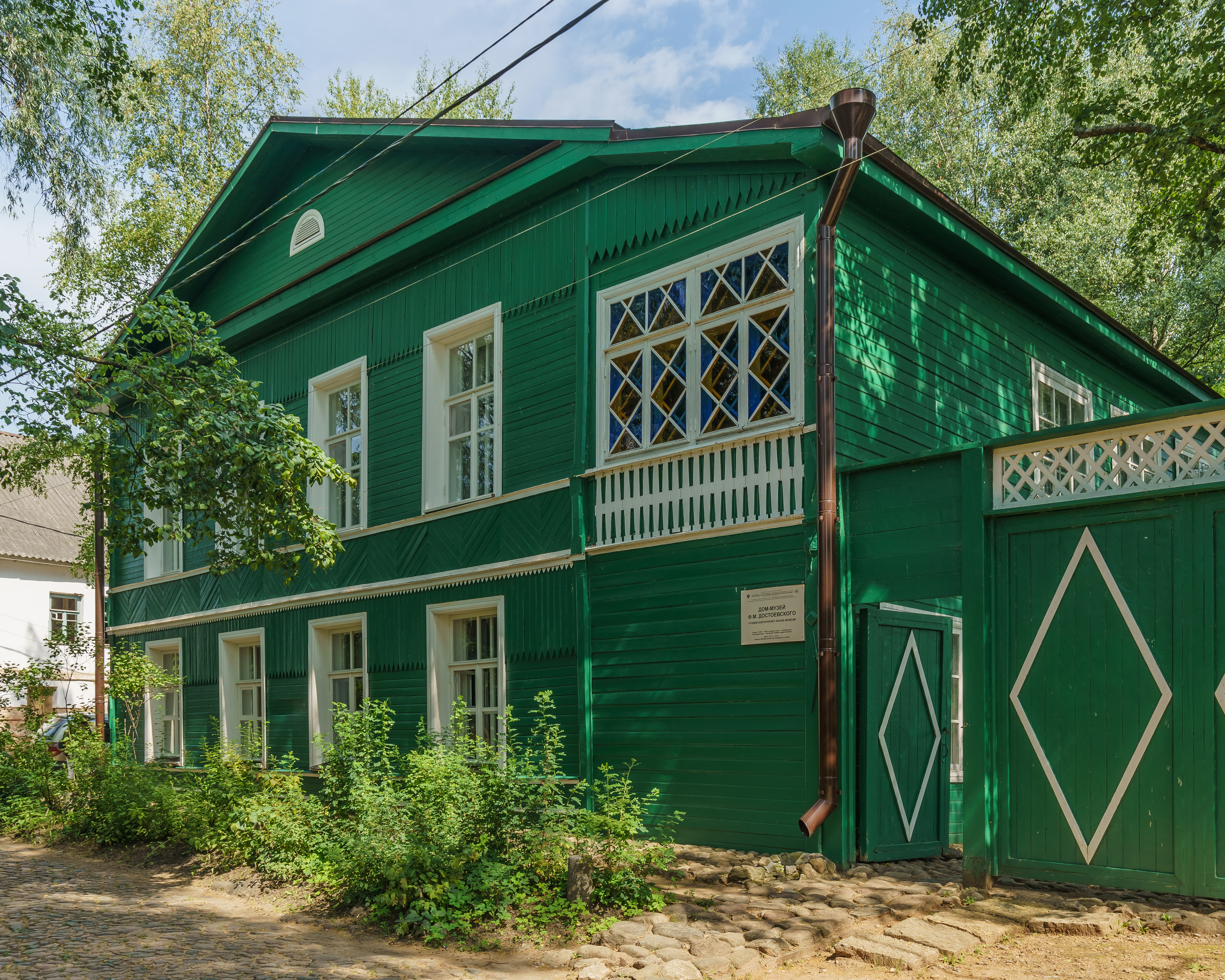
Дом в Старой Руссе, где писатель работал над «Великим инквизитором». Ныне дом-музей Ф. М. Достоевского

Работа над романом началась весной 1878 года, и к ноябрю этого же года были готовы к печати первые две книги. Во второй половине ноября началась работа над третьей книгой, завершившей первую часть романа. С января 1879 года начинается публикация романа в журнале М. Н. Каткова «Русский вестник». В феврале и марте писатель работал над четвёртой книгой романа, которую опубликовал в апреле. После небольшого перерыва он приступил к написанию пятой книги «Pro и contra». В письме соредактору М. Н. Каткова Н. А. Любимову 30 апреля 1879 года Достоевский писал, что «с материалом для майского № „Русского вестника“» он «принуждён запоздать», а 10 мая выслал первую половину текста пятой книги «Pro и contra» для майского номера журнала, содержавший главы «Сговор», «Смердяков с гитарой», «Братья знакомятся» и «Бунт». В сопроводительном письме Любимову он так объяснял задержку:

Это книга пятая, озаглавленная «Pro и contra», но не вся, а лишь половина её. 2-я половина этой 5-й книги будет выслана (своевременно) для июньской книги и заключать будет три листа печатных. Я потому принуждён был разбить на 2 книги «Р<усского> в<естни>ка» эту 5-ю книгу моего романа, что, во-1-х) если б даже и напряг все усилия, то кончил бы её разве к концу мая (за сборами и переездом в Старую Руссу — слишком запоздал), стало быть, не получил бы корректур, а это для меня важнее всего; во-2-х) эта 5-я книга, в моём воззрении, есть кульминационная точка романа, и она должна быть закончена с особенною тщательностью. Мысль её, как Вы уже увидите из посланного текста, есть изображение крайнего богохульства и зерна идеи разрушения нашего времени в России, в среде оторвавшейся от действительности молодёжи, и рядом с богохульством и с анархизмом — опровержение их, которое и приготовляется мною теперь в последних словах умирающего старца Зосимы— Ф. М. Достоевский. Письмо Н. А. Любимову от 10 мая 1879 года. Старая Русса

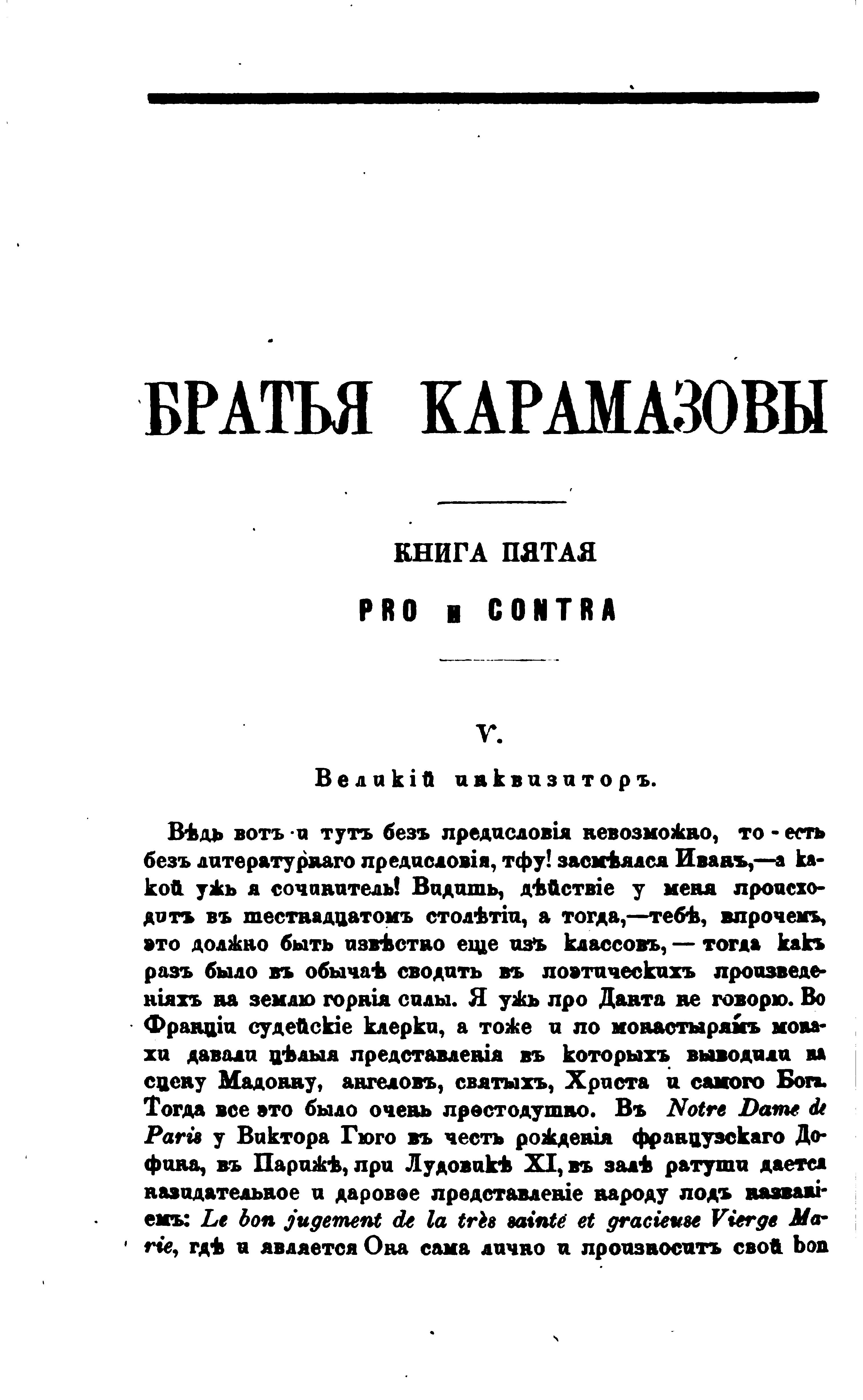
Первая публикация в журнале «Русский вестник»

Комментаторы Полного собрания сочинений Достоевского на основании черновых заметок к главам III—V книги «Pro и contra» предполагают, что по изначальному плану повествования встреча Алёши и Ивана в трактире должна была ограничиться изложением «бунта» Ивана в одноимённой главе. Различные черновики этих глав дважды заканчиваются прощанием братьев, оставляющих трактир. Упоминание Великого инквизитора здесь было минимальным. По-видимому, и сам Достоевский не предполагал, как сильно разрастётся притча в пятой главе пятой книги. По первоначальному замыслу романа идеям Ивана Карамазова, высказанным им в главе «Бунт», в следующей главе должно было следовать опровержение этих идей. В окончательном варианте такого опровержения в пятой главе нет, а его место целиком заняла поэма о Великом инквизиторе, которую никак нельзя считать опровержением богоборческих взглядов среднего брата. Об этом опровержении Достоевский также упоминает в письме К. П. Победоносцеву от 19 мая:

Дело в том, что эта книга в романе у меня кульминационная, называется «Pro и contra», а смысл книги: богохульство и опровержение богохульства. Богохульство-то вот это закончено и отослано, а опровержение пошлю лишь на июньскую книгу. Богохульство это взял, как сам чувствовал и понимал, сильней, то есть так именно, как происходит оно у нас теперь в нашей России у всего (почти) верхнего слоя, а преимущественно у молодёжи, то есть научное и философское опровержение бытия Божия уже заброшено, им не занимаются вовсе теперешние деловые социалисты (как занимались во всё прошлое столетие и в первую половину нынешнего). Зато отрицается изо всех сил создание Божие, мир Божий и смысл его. Вот в этом только современная цивилизация и находит ахинею. Таким образом льщу себя надеждою, что даже и в такой отвлечённой теме не изменил реализму. Опровержение сего (не прямое, то есть не от лица к лицу) явится в последнем слове умирающего старца.— Ф. М. Достоевский. Письмо К. П. Победоносцеву от 19 мая 1879 года. Старая Русса
На самом деле, такое опровержение сместилось в шестую главу. 11 июня Достоевский уведомил Н. А. Любимова письмом о высылке «третьего дня» окончания пятой книги в редакцию «Русского вестника», это глава пятая «Великий инквизитор», глава шестая «Пока ещё очень неясная» и глава седьмая «С умным человеком и поговорить любопытно». Следовательно работа над текстом «Великого инквизитора» происходила в мае и начале июня 1879 года. В конце июня вышел из печати шестой номер «Русского вестника» с текстом поэмы. Публикация в «Русском вестнике» не обошлась без мелких недоразумений. Письма писателя Н. А. Любимову лета и осени 1879 года содержат следующие просьбы и жалобы: «в июньской книге, в главе „Великий инквизитор“, не только нарушены мои рубрики, но даже всё напечатано сплошь, страниц 10 сряду, без перенесения на другую строчку даже. Это очень меня огорчило и на это приношу Вам свою сердечную жалобу»; «Чрезвычайно прошу Вас (умоляю) <…> поручить корректуру надёжному корректору, так как сам эту книгу, за отсутствием, не могу корректировать».
Если предшествующие главы «Братья знакомятся» и «Бунт» содержат в себе весьма острые описания общественных проблем России, то глава «Великий инквизитор» трактует проблемы европейского общества в целом, включая историко-философские, религиозные и этические аспекты европейской истории. Особенное внимание писатель уделил обоснованию атеизма и агностицизма Ивана Карамазова. Несколько раз им обыгрывался тезис Ивана, высказанный ранее, о слабости и несовершенстве человечества. В черновиках к главе можно найти такие аргументы Инквизитора против Христа, которые, по мнению комментаторов Достоевского, говорят о том, что писатель с увлечением писал обоснования карамазовских богоборческих тезисов. «Инквизитор: „Бог как купец. Я люблю человечество больше Тебя“». «Многое, сказанное здесь устами Ивана, было близко самому автору романа», — считают они[кто?].

### Авторские комментарии к притче
(Вступительное слово, сказанное на литературном утре в пользу студентов С.-Петербургского университета 30 декабря 1879 г. перед чтением главы «Великий инквизитор»)

Один страдающий неверием атеист в одну из мучительных минут своих сочиняет дикую, фантастическую поэму, в которой выводит Христа в разговоре с одним из католических первосвященников — Великим инквизитором. Страдание сочинителя поэмы происходит именно оттого, что он в изображении своего первосвященника с мировоззрением католическим, столь удалившимся от древнего апостольского православия, видит воистину настоящего служителя Христова. Между тем его Великий инквизитор есть, в сущности, сам атеист. Смысл тот, что если исказишь Христову веру, соединив её с целями мира сего, то разом утратится и весь смысл христианства, ум несомненно должен впасть в безверие, вместо великого Христова идеала созиждется лишь новая Вавилонская башня. Высокий взгляд христианства на человечество понижается до взгляда как бы на звериное стадо, и под видом социальной любви к человечеству является уже не замаскированное презрение к нему. Изложено в виде разговора двух братьев. Один брат, атеист, рассказывает сюжет своей поэмы другому.

Достоевский Ф. М. Полное собрание сочинений в 30 т. — М.: Наука, 1976. — Т. XV. — С. 198. — 624 с.
Осталось три авторских комментария к притче: первый из них представляет собой ответ читателю «Дневника писателя» В. А. Алексееву, оркестранту Санкт-Петербургской оперы, по поводу слов Достоевского «о камнях, обращённых в хлебы», сказанных писателем в майском выпуске «Дневника писателя» 1876 года. Суть этих слов состояла в том, что в статье «Одна несоответственная идея» Достоевский анализировал предсмертное письмо самоубийцы-акушерки Писаревой, где она давала предсмертные распоряжения относительно небольшой суммы денег, оставляемых ею. Писатель сделал из этого завещания неожиданный вывод: «Эта важность, приданная деньгам, есть, может быть, последний отзыв главного предрассудка всей жизни о „камнях, обращённых в хлебы“». Писатель находил мысли Писаревой характерными для демократически настроенной молодёжи, радеющей об осуществлении социалистической утопии, «где прежде всего будет хлеб и хлеб будет раздаваться поровну, а имений не будет». Он рассуждал о молодом поколении людей, ждущих «будущего устройства общества без личной ответственности» и преувеличивающих, по мысли Достоевского, значение денежных расчётов «по идее, которую им придают». Достоевский делает заключительный вывод: «Одним словом, проглядывает руководящее убеждение всей жизни, то есть „были бы все обеспечены, были бы все и счастливы, не было бы бедных, не было бы преступлений“. Преступлений нет совсем. Преступление есть болезненное состояние, происходящее от бедности и от несчастной среды…» В. А. Алексеев в своём письме Достоевскому попросил пояснить ему мысль писателя.
В ответном письме 7 июня 1876 года Достоевский расшифровал свою аллегорию: «В искушении диавола слилось три колоссальные мировые идеи». <…> «Ты Сын Божий — стало быть, ты всё можешь. Вот камни, видишь, как много. Тебе стоит только повелеть — и камни обратятся в хлебы». <…> «„Камни и хлебы“ значит теперешний социальный вопрос, среда». <…> «Нынешний социализм в Европе, да и у нас, везде устраняет Христа и хлопочет прежде всего о хлебе, призывает науку и утверждает, что причиною всех бедствий человеческих одно — нищета, борьба за существование, „среда заела“». <…> «На это Христос отвечал: „не одним хлебом бывает жив человек“». <…> «Дьяволова идея могла подходить только к человеку-скоту». <…> «Если притом не будет жизни духовной, идеала Красоты, то затоскует человек, умрёт, с ума сойдёт, убьёт себя или пустится в языческие фантазии». Это наиболее значительное свидетельство из предыстории возникновения притчи.. Ещё раз ту же самую мысль, но менее развёрнуто, Достоевский изложил в письме П. П. Потоцкому 10 июня 1876 года: «если сказать человеку: нет великодушия, а есть стихийная борьба за существование (эгоизм) — то это значит отнимать у человека личность и свободу. А это человек отдаст всегда с трудом и отчаянием».
Достоевский с опасением думал о реакции «Русского вестника», в особенности М. Н. Каткова, на публикацию «Великого инквизитора» в его журнале. В своих письмах соредактору Каткова Н. А. Любимову писатель объяснял истинный смысл его романа, чтобы предупредить возможную отрицательную реакцию со стороны консервативной редакции. В письме от 11 июня 1879 года при отправке только что написанной пятой книги «Pro и contra» он говорил, что считает поражение анархизма и социализма своей миссией, гражданским долгом. Это второй и наиболее развёрнутый комментарий к притче:

Современный отрицатель [имеется в виду Иван Карамазов], из самых ярых, прямо объявляет себя за то, что советует дьявол, и утверждает, что это вернее для счастья людей, чем Христос. Нашему русскому, дурацкому, но страшному социализму (потому что в нём молодёжь) — указание, и кажется энергическое: хлебы, Вавилонская башня (то есть будущее царство социализма) и полное порабощение свободы совести — вот к чему приходит отчаянный отрицатель и атеист. Разница в том, что наши социалисты (а они не одна только подпольная нигилятина, — вы знаете это) — сознательные иезуиты и лгуны, не признающиеся, что идеал их есть идеал насилия над человеческою совестью и низведение человечества до стадного скота, а мой социалист (Иван Карамазов) — человек искренний, который прямо признаётся, что согласен со взглядом «Великого инквизитора» на человечество, и что Христова вера (будто бы) вознесла человека гораздо выше, чем стоит он на самом деле. Вопрос ставится у стены: «Презираете вы человечество или уважаете, вы, будущие его спасители?»— Ф. М. Достоевский, письмо Н. А. Любимову от 11 июня 1879 года.
30 декабря 1879 года Достоевский готовился к выступлению перед студентами Санкт-Петербургского университета со своей поэмой, а для этого написал вступительное слово, где подверг сомнению возможность соединения христианства с государственными задачами. Это был третий, наиболее лаконичный авторский комментарий к «Великому инквизитору». Во всех трёх комментариях Достоевский излагал сущность своей общественной философии, неприятие современного социализма. В заповедях Христа он находит «высшее сознание жизни». По его мнению, «лучше вселить в души идеал Красоты», «возвестить один идеал духовный». На этом базируется отрицание Достоевским материализма, новейшей науки.
Существует четвёртый комментарий к притче, сообщаемый со слов Достоевского В. Ф. Пуцыковичем:

Ф. М. Достоевский не только сделал мне некоторые разъяснения насчёт этой легенды, но и прямо поручил мне кое-что о ней написать. <…> «Фёдор Михайлович с этою легендою о Великом инквизиторе достиг кульминационного пункта в своей литературной деятельности или — как это прибавил он — в своём творчестве…» На вопрос же мой, что значит то, что он поместил именно такую религиозную легенду в роман из русской жизни («Братья Карамазовы»), и почему именно он считает не самый роман, имевший такой успех даже до окончания его, важным, а эту легенду, он объяснил мне вот что. Он тему этой легенды, так сказать, выносил в душе своей почти в течение всей жизни и желал бы её именно теперь пустить в ход, так как не знает, удастся ли ему ещё что-либо крупное напечатать. Относительно же самого содержания легенды он прямо объяснил, что она — против католичества и папства, и именно самого ужасного периода католичества, то есть инквизиционного его периода, имевшего столь ужасное действие на христианство и всё человечество.— В. Ф. Пуцыкович, «О Ф. М. Достоевском. Из воспоминаний о нём». «Новое время», 1902, № 9292
По окончании создания глав «Бунт» и «Великий инквизитор» 28 июля 1879 года Фёдор Михайлович в черновике письма В. Ф. Пуцыковичу высказал свою законную авторскую гордость и удовлетворение от написанной работы: «…никогда ни на какое сочинение моё не смотрел я серьёзнее, чем на это».
Исследователи «Братьев Карамазовых» обратили внимание на разный акцент, делаемый Достоевским в письмах Н. А. Любимову и К. П. Победоносцеву с одной стороны и сообщённом в словах В. Ф. Пуцыковича с другой стороны. Если в первом случае Достоевский делал упор на противостоянии им социалистическим воззрениям своих современников, то во втором случае он ни слова не сказал об антисоциалистической направленности произведения, противостояние сужено лишь до противодействия католичеству и папству. Критика социализма была им приглушена и во время публичного чтения «Великого инквизитора» на литературном утре в пользу студентов в Петербурге 30 декабря 1879 года. То есть в зависимости от собеседников автор выделял на первый план различные составляющие своего замысла.
Но самое откровенное мнение Достоевского о своей притче сохранилось в записной книжке писателя за 1880—1881 год, то есть написанное незадолго до смерти.

Мерзавцы дразнили меня необразованною и ретроградною верою в Бога. Этим олухам и не снилось такой силы отрицание Бога, какое положено в «Инквизиторе» и в предшествовавшей главе, которому ответом служит весь роман. Не как дурак же (фанатик) я верую в Бога. И эти хотели меня учить и смеялись над моим неразвитием! Да их глупой природе и не снилось такой силы отрицание, которое перешёл я. Им ли меня учить! <…> Совесть без Бога есть ужас, она может заблудиться до самого безнравственного <…> Инквизитор уже тем одним безнравствен, что в сердце его, в совести его могла ужиться идея о необходимости сожигать людей <…> Инквизитор и глава о детях. Ввиду этих глав вы бы могли отнестись ко мне хотя и научно, но не столь высокомерно по части философии, хотя философия и не моя специальность. И в Европе такой силы атеистических выражений нет и не было. Стало быть, не как мальчик же я верую во Христа и его исповедую, а через большое горнило сомнений моя осанна прошла, как говорит у меня же, в том же романе, чёрт.— Ф. М. Достоевский. Черновые записи 1880—1881 годов.
Заключительный автокомментарий не случайно выделяет силу отрицания, горнило сомнений, силу атеистических выражений. По авторской мысли, они и составляют квинтэссенцию «Братьев Карамазовых», без них роман как выражение «могучего критического пафоса, свойственного Достоевскому, и его нравственно-религиозной утопии» просто не мог бы существовать. А. Г. Достоевская подтверждает, её супруг «особенно ценил в „Карамазовых“ Великого инквизитора, смерть Зосимы» и некоторые другие эпизоды.

### Прототипы и литературные предшественники Великого инквизитора

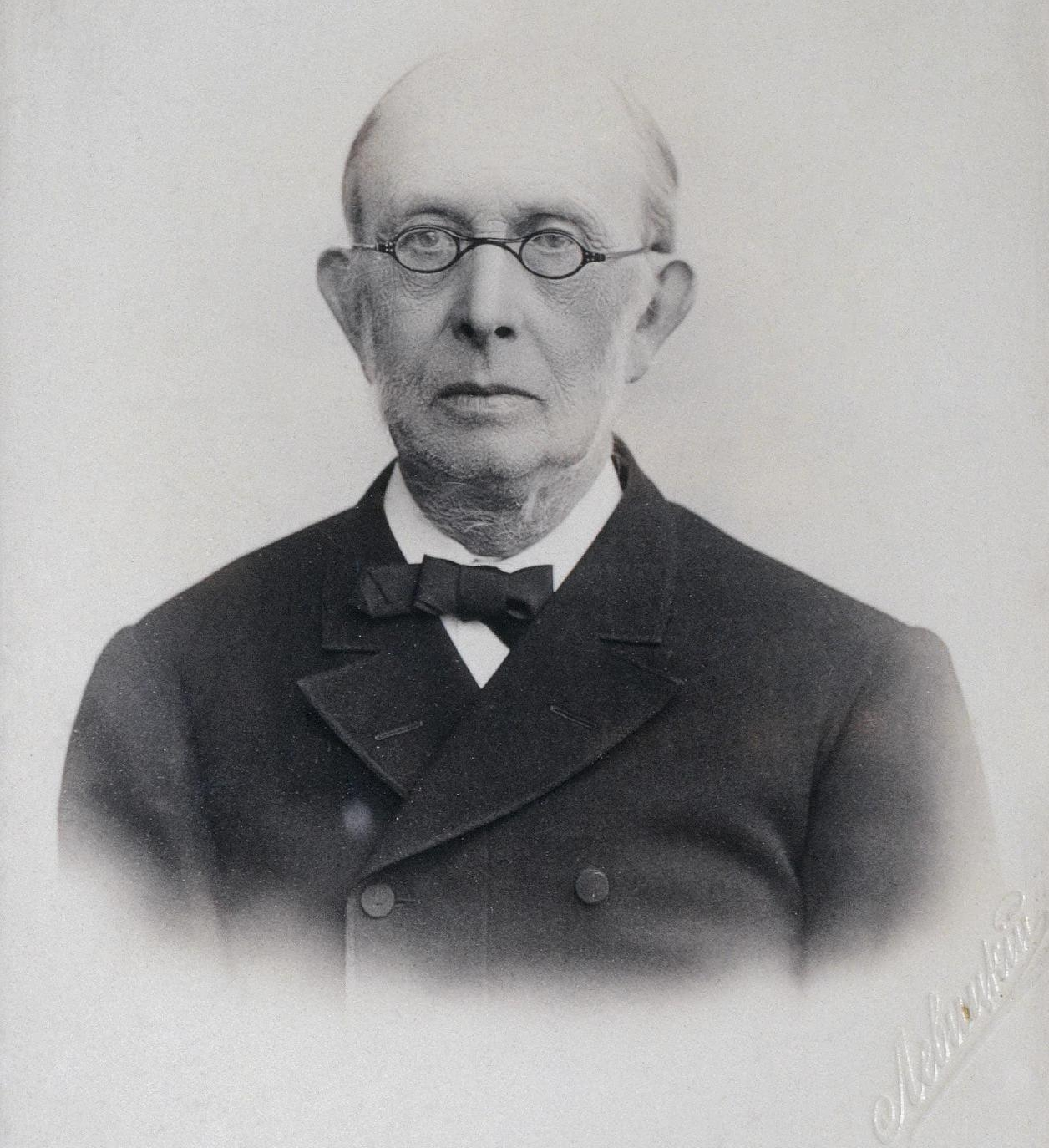
К. П. Победоносцев, фото Карла Буллы

Вопрос о прототипах образа Великого инквизитора сложный и неоднозначный. Вопреки распространённому мнению при работе над этим образом Достоевский не имел в виду описать какую-либо конкретную историческую личность, например, основателя испанской инквизиции Томаса Торквемаду или какого-либо другого главу инквизиции. Л. П. Гроссман писал, что «множественность прототипов для отдельного художественного образа — обычное явление в творчестве Достоевского». Более того, имя этого доминиканского монаха вообще ни разу не встречается в произведениях, черновиках или письмах писателя. Как неоднократно отмечалось комментаторами, Достоевского интересовало настоящее, а не история. И даже говоря о событиях Средневековья, Достоевский всегда думал о сегодняшнем и будущем. Он одержим «тоской по-текущему».
Поэтому современникам Достоевского более правдоподобным казалось, что под Великим инквизитором подразумевается наиболее влиятельный российский царедворец последних трёх царствований Российской империи, будущий обер-прокурор Святейшего синода, Константин Петрович Победоносцев. Сразу же после выхода притчи из печати читатели и критики стали проводить аналогии между Победоносцевым и Инквизитором.
Однако, как убедительно доказали достоевсковеды в комментариях к «Братьям Карамазовым», такая параллель вряд ли являлась у автора притчи намеренной. И всё же, если рассматривать произведение Достоевского в более широкой перспективе, сопоставление Победоносцева и Великого инквизитора выглядит неслучайным, именно к такому выводу приходят писатели и критики двадцатого столетия Георгий Чулков и Анна Зегерс. Достоевского и Победоносцева объединяла схожесть некоторых идеологических установок, они ощущали себя членами одной консервативной партии, но их разделяло совершенно различное понимание роли государства в жизни церкви. Тем не менее, они много и доверительно переписывались друг с другом и дорожили своими отношениями.
Победоносцев, наряду с Тертием Филипповым, Анатолием Кони, Адрианом Штакеншнейдером был в числе высокопоставленных информаторов писателя, консультировавших его по правовым и церковным вопросам, поскольку Достоевский стремился к максимальной исторической достоверности своего произведения. Победоносцев, в частности, сообщал Достоевскому подробности монастырской жизни и быта духовенства, особенности церковных обрядов. Их отношения подробно рассматриваются в специальной работе Л. П. Гроссмана «Достоевский и правительственные круги 1870-х годов». Победоносцев так отзывался о притче Достоевского её автору: «Ваш „Великий инквизитор“ произвёл на меня сильное впечатление. Мало что я читал столь сильное». Поэтому нет основания полагать, чтобы Достоевский мог уподоблять Победоносцева севильскому кардиналу.
С другой стороны, Достоевский как публицист семидесятых годов живо интересовался политикой папского Рима, о чём неоднократно писал на страницах «Дневника писателя». Особое его внимание привлекала деятельность французского графа Шамбора и испанского аристократа, претендента на престол в Мадриде, — дона Карлоса Младшего. Положение, занимаемое в обществе обоими политиками, чем-то напоминало влияние К. П. Победоносцева на принятие государственных решений и формировании консервативной политики российского самодержавия, но эта роль Победоносцева в полной мере раскрылась лишь после смерти Достоевского.
Советский источник характеризует Шамбора и дона Карлоса как «представителей монархической и католической реакции 1870-х годов», а Достоевский говорил о них, что «Дон Карлос — родственник графа Шамбора, тоже рыцарь, но в этом рыцаре виден Великий инквизитор. Он пролил реки крови ad majorem gloriam Dei и во имя Богородицы, кроткой молельницы за людей, „скорой заступницы и помощницы“, как именует её народ наш» («Дневник писателя», 1876, март, гл. 2, § I). В этом дискурсе уже целиком намечен характер будущего персонажа в том виде, каким он предстаёт в законченной притче. К числу литературных источников притчи можно также отнести произведения Виктора Гюго «Папа» и «Легенда веков», точнее, часть легенды «Христос в Ватикане».

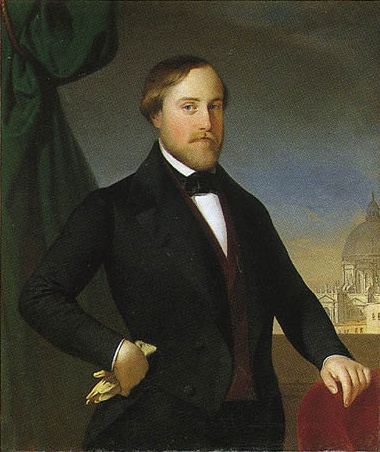
Граф де Шамбор, глава клерикальной и монархической партии в эпоху третьей республики во Франции

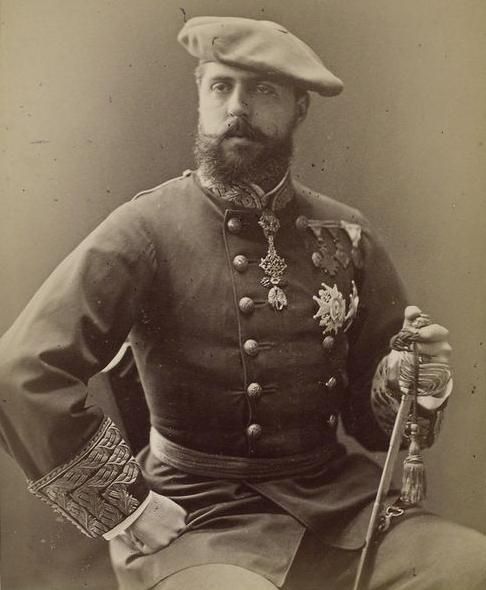
Дона Карлоса Младшего Достоевский сравнивал с Великим инквизитором. Его имя напомнило ему персонажа одноимённой драмы Ф.Шиллера

В действительности образ Великого инквизитора имеет ещё более глубокие корни. Российскими и зарубежными исследователями давно установлены параллели Великого инквизитора Достоевского с аналогичными персонажами Вольтера в «Кандиде», Фридриха Шиллера в «Доне Карлосе». Главное действующее лицо драмы Шиллера дон Карлос — сын короля Филиппа Второго. Драма была знакома Достоевскому с юности, поскольку ещё в 1844 году её перевёл на русский язык его старший брат Михаил, а в 1848 году этот перевод был опубликован. Внешние черты и характер персонажей Шиллера и Достоевского очень похожи с той разницей, что Инквизитор Достоевского «получил другой, более глубокий и ёмкий смысл и приобрёл иной, более величественный, художественно-философский масштаб».
Л. П. Гроссман и В. С. Нечаева предположили, что ещё одним литературным источником притчи могли послужить фрагменты поэмы Аполлона Майкова «Легенда об испанской инквизиции», опубликованные в журнале Достоевских «Время» в 1861 году, а также работа американского историка Уильяма Прескотта «История царствования Филиппа Второго, короля испанского». Русский перевод 1858 года этого труда имелся в библиотеке писателя. Один из героев поэмы Майкова, а Майков входил в круг близких друзей Достоевского, монах Гуан ди Сан Мартино произносит речь, полную иезуитского фанатизма «о смысле и назначении инквизиции как спасительницы народных масс путём приведения их „духовным трибуналом“ <…> к полному единству и унификации». Отголоски этой мысли можно отыскать и в поэме Ивана Карамазова. При этом образ майковской Испании XVI века слился у Достоевского с образом Испании, предстающим в «Каменном госте» А. С. Пушкина.
Исследовательница Э. Вольф из Германии нашла в немецкой плебейской литературе и графике эпохи Реформации мотивы обличения католичества, сходные с мотивами поэмы Ивана Карамазова. В одном из сатирических листков сказано: «Если бы Христос вновь появился на свет, то на этот раз его предали бы, обвинили, подвергли мучениям и распяли на кресте собственные его слуги». На гравюрах Ганса Гольбейна «Истинные ученики и истинный свет Господень» и «Нетерпимость церковников» можно найти сцены, изображающие римского папу, отвернувшегося от Христа, кардинала, присутствующего в качестве инквизитора при распятии Христа, самого Христа, отвернувшегося от церкви и земных властителей и обращённого к простому народу.

Тициан Вечеллио. Динарий кесаря (Der Zinsgroschen). Ок. 1516, масло, дерево, 79×70,5 см. Дрезден, Картинная галерея.
Достоевский именовал картину евангельскими словами Христа «Кесарево кесареви»

Философ Иван Лапшин установил следующие параллели к притче Достоевского: в пародийном рукописном антицерковном сборнике вагантов XIII столетия «Carmina Burana» есть такой текст: "Во время оно рече папа римлянам: «Если Сын Человеческий придёт к престолу нашего величества, спросите его: „Друг, зачем пришёл ты?“ И если будет, ничего не дав вам, продолжать стучаться, выбросьте его вовне во мрак»". Помимо этого Лапшин обратил внимание на аналогию образа Вавилонской башни в качестве синонима бессмысленности и абсурдности человеческих попыток построения разумного общества без божественного призвания, найденную им в «Апологии Раймунда Сабундского» («Опыты», кн. II, гл. XII) Мишеля Монтеня.
Ещё один вывод Лапшина заключается в том, что первый толчок к зарождению замысла о трёх дьяволовых искушениях Христа Достоевский мог получить, читая §§ 54—55 знаменитого труда Давида Штрауса «Жизнь Христа». Эту книгу он брал в 1847 году в библиотеке М. В. Буташевича-Петрашевского. В работе Штрауса искушение Христа имеет не буквальное, а отвлечённо мифологическое толкование. Такое же толкование этот эпизод имеет и в англиканской церкви, и именно такая его философская интерпретация оказала в своё время влияние на позицию Владимира Соловьёва, изложенную им в работе «Чтения о богочеловечестве» (1877—1881). Возможно, предполагает Лапшин, что не английская теологическая традиция, а непосредственное влияние идей Достоевского оказало решительное влияние на символическое толкование Соловьёвым смысла трёх христовых искушений.
Концепция противопоставления Христа и Великого инквизитора могла возникнуть не только на основе литературных, но также и по материалам живописных источников. Одно из самых любимых полотен писателя — экспонат Дрезденской галереи, картина Тициана «Динарий кесаря». Картина Тициана написана приблизительно в 1516 году, в основу композиции положен контраст одухотворённого лица Христа, чьё царство «не от мира сего», и приземлённого лица сборщика налогов. Л. П. Гроссман предполагал, что образы Христа и деятелей католицизма в Испании эпохи абсолютизма могли быть использованы Достоевским на материале живописных полотен Эль Греко. Литературные источники для притчи могли быть также заимствованы Достоевским у Вольтера — кроме «Кандида» это стихотворная сказка «Папская туфля», у Гёте — поэмы «Вечный жид» и «Путешествие в Италию», у Бальзака — «Иисус Христос во Фландрии» и замыслы новелл о Христе и его встречах с римским папой (Юлий II или Лев X).

## Жанровое своеобразие «Великого инквизитора»
Если в целом синтетический жанр «Братьев Карамазовых» начал формироваться лишь с начала 1860-х годов, то фабула отдельных составляющих романа существовала с 1840-х годов, в том числе мотив осуждения Христа его последователями. Однако собственно антикатолический элемент в рассуждениях писателя отчётливо проявился только в романе «Идиот», где князь Мышкин утверждает идею «римского католицизма» в качестве парадигмы «всемирной государственной власти церкви», будто бы являющейся прямым продолжением духа Римской империи с его противоположностью учению Христа. Эти мысли писателя и публициста нашли подробное изложение позднее на страницах «Гражданина» и «Дневника писателя» в середине 1870-х годов и явились подготовительным этапом для написания главы «Великий инквизитор», где получили завершающее развитие.

### Сюжет
Глава «Великий инквизитор» является непосредственным продолжением предыдущей главы «Бунт», где «русские мальчики» Иван и Алёша начали мировоззренческий спор о вере. Иван, будучи современным «страдающим атеистом», по выражению Достоевского, признался, что не принимает гармонии Божьего мира, если она стоит слезинки только одного замученного ребёнка. На это инок-Алексей возразил, что существует идеал существа, которое может простить всё и всех, и этот идеал есть Господь. В ответ на это Иван решает рассказать Алёше притчу, придуманную им год назад.
Своему первому и единственному слушателю брат назвал притчу поэмой. Её действие происходит в шестнадцатом веке. Иван Карамазов уподобил жанр своего произведения средневековой мистерии или мираклю. Среди отечественных предшественников поэмы он упоминает и древнеславянский апокриф «Хождение Богородицы по мукам». После краткого вступления «у меня на сцене является Он; правда, Он ничего и не говорит в поэме, а только появляется и проходит», — продолжает Иван Карамазов, переходя к сцене появления Христа, прямо не называя его по имени, но подразумевая его. Прошло полторы тысячи лет с тех пор, как было обещано второе пришествие Христа, но человечество, как и прежде, верило в обещание пророка.
В это время в Германии появилась новая ересь — лютеранство. В смутное время Реформации, религиозных войн и инквизиции Христос пожелал явиться ненадолго людям, чтобы укрепить их расшатанную веру в Бога. Это не было окончательное пришествие Христа, обещанное Иоанном Богословом (Откр. 3:11), но лишь временное, вызванное необходимостью смягчить страдания измученного инквизицией народа Испании. Действие поэмы происходит в Севилье, где накануне было сожжено около сотни еретиков ad majorem gloriam Dei. Внезапно появившегося Христа сразу же все узнают, он простирает к верующим руки, благословляет людей. Происходят чудеса исцеления и воскрешения: «Талифа куми» — «и восста девица», словом, всё, как было описано в Евангелиях.
В этот момент на соборной площади появляется севильский кардинал. Он в грубой монашеской рясе, высокий, с иссохшим лицом, ему около девяноста лет. В Севилье он представляет Святую инквизицию. При виде воскрешения девочки лицо Инквизитора омрачилось. Повелительным жестом он приказывает взять Христа под стражу и увести с площади в тюрьму. В тюрьме Великий инквизитор учиняет допрос Христу: «Это ты? ты?» Не получив ответа, Инквизитор сам ответил на него себе: «Я не знаю, кто ты, и знать не хочу: ты ли это или только подобие Его, но завтра же я осужу и сожгу тебя на костре, как злейшего из еретиков, и тот самый народ, который сегодня целовал твои ноги, завтра же, по одному моему мановению бросится подгребать к твоему костру угли… Зачем же ты пришёл нам мешать?» Диалога с Христом не получается, и Инквизитор всё время говорит и рассуждает сам с собою. Ключевой момент этого монолога — рассуждения Инквизитора о человеческой свободе выбора.

Михаил Ульянов в роли «Великого инквизитора», 2004

Он вспоминает о стремлении Христа сделать всех людей свободными и говорит, что пятнадцать веков потребовалось католичеству, чтобы люди добровольно отказались от своей свободы и почувствовали себя вполне счастливыми в лоне инквизиции. Поэтому всё, что будет возвещено Христом вновь, будет посягновением на это принудительное людское счастье. Далее Инквизитор упрекает Христа за то, что тот отверг в пустыне дьяволовы искушения. Таким образом, становится ясно, что словами и делами Инквизитора руководит сам дьявол («Мы не с тобой, а с ним, вот наша тайна! Мы давно уже не с тобою, а с ним, уже восемь веков»). Мысль Инквизитора уносится в будущее, он развивает её в русле современного социализма (в понимании Достоевского): «преступления нет, а стало быть нет и греха, а есть лишь только голодные. „Накорми, тогда и спрашивай с них добродетели!“», а сломленное человечество заявит в отчаянии своим духовным отцам: «лучше поработите нас, но накормите нас».
В финале этой антиутопии настаёт царство дьявола на земле: слабое человечество подчинено инквизиции («мы дадим им тихое, смиренное счастье, счастье слабосильных существ, какими они и созданы»), это слабосильное человечество сыто тем, что само выращивает, но что распределяет инквизиция, оно подчинено тайне и чуду инквизиции, её власти. Таким образом, Инквизитору удаётся «исправить» учение Христа о свободном волеизъявлении по всем трём пунктам: «Мы исправили подвиг твой и основали его на чуде, тайне и авторитете. И люди обрадовались, что их вновь повели как стадо». «Программа» Инквизитора оказывается весьма изощрённой даже в деталях: «О, мы разрешим им и грех, они слабы и бессильны, и они будут любить нас, как дети, за то, что мы им позволим грешить. Мы скажем им, что всякий грех будет искуплён, если сделан будет с нашего позволения; позволяем же им грешить потому, что их любим, наказание же за эти грехи, так и быть, возьмём на себя. И возьмём на себя, а нас они будут обожать, как благодетелей, понёсших на себе их грехи пред Богом. И не будет у них никаких от нас тайн. Мы будем позволять или запрещать им жить с их жёнами и любовницами, иметь или не иметь детей, — всё судя по их послушанию, — и они будут нам покоряться с весельем и радостью».
Притча заканчивается словами Инквизитора, обращёнными к Христу: «Сожгу тебя за то, что пришёл нам мешать. Ибо если был, кто всех более заслужил наш костёр, то это ты. Завтра сожгу тебя. Dixi». Старик умолк, а Христос, не проронив ни слова, приблизился к нему и поцеловал в бескровные губы кардинала. Вздрогнувший Инквизитор выпускает Христа из темницы и говорит: «Ступай и не приходи более… не приходи вовсе… никогда, никогда!» Иван Карамазов так прокомментировал финал своей поэмы: «Поцелуй горит на его сердце, но старик остаётся в прежней идее».
Разговор об Инквизиторе неожиданно возобновится в конце романа в перепалке Ивана с чёртом: часть четвёртая, книга одиннадцатая «Брат Иван Фёдорович», глава девятая «Чёрт. Кошмар Ивана Фёдоровича». О прошлом литературном творчестве Ивана Карамазова, ныне ставшего инициатором убийства своего отца, чёрт напоминает Ивану весьма язвительно:

— Друг мой, я знаю одного прелестнейшего и милейшего русского барчонка: молодого мыслителя и большого любителя литературы и изящных вещей, автора поэмы, которая обещает, под названием: «Великий инквизитор»… Я его только и имел в виду!

— Я тебе запрещаю говорить о «Великом инквизиторе», — воскликнул Иван, весь покраснев от стыда.— Ф. М. Достоевский, «Братья Карамазовы», ПСС, т. 15, стр. 83.
Далее чёрт повторяет в окарикатуренном виде мысли, которые автор поэмы «Великий инквизитор» произносил в главе «Бунт», только высокий трагический пафос мыслей Ивана в устах чёрта становится фарсом и издевательством.

### Композиция

Издание «Великого инквизитора» на четырёх языках, издательство «Фонд Культуры Мира», 2003

Композиционно притча представляет собою рассказ в рассказе. Она начинается с экспозиции: Иван в специальном предисловии рассказал Алёше о задуманной им поэме, но сама поэма не написана им, а лишь придумана. Запомнив основную сюжетную канву, отдельные фрагменты рассказчик смог рассказать довольно схематично. Так Иван бегло повествует о появлении в поэме Христа и сам поясняет недостаточную обработку этого фрагмента: «Он появился тихо, незаметно, и вот все — странно это — узнают его. Это могло бы быть одним из лучших мест поэмы, — то-есть почему именно узнают его». С момента начала действия в Севилье разворачивается завязка. Главным действующим лицом ненадолго становится Христос, но его роль в притче без слов, поэтому в центре композиции становится властный севильский кардинал — безымянный Великий инквизитор. Ему противостоит безмолвный Христос. Монологичное обличение Инквизитором Христа является основной фабулой притчи с завершающим обречением Христа на костёр инквизиции и кульминационным поцелуем Христа в губы Инквизитора. Притчу прерывает диалогичная речь братьев Ивана и Алёши, нетерпеливо желающего уяснить непонятные ему моменты в повествовании рассказчика. В заключении читатель узнаёт о том, что Инквизитор оказался верен своим убеждениям и не переменил образ своих мыслей. Глава заканчивается бурным обсуждением братьями смысла притчи и примирением.
По мнению комментаторов Достоевского, на композицию притчи могло быть оказано влияние произведениями любимого писателем Виктора Гюго: поэмами «Папа» (1878), «Христос в Ватикане» (1864), романами «Отверженные» (1862), «Девяносто третий год» (1874). Во всех этих произведениях присутствует элемент бескомпромиссного идейного противостояния протагонистов и их идейных противников. Между ними разворачиваются острые мировоззренческие дискуссии по фундаментальным вопросам человеческого существования. В этих спорах антагонисты непременно защищают диаметрально противоположные точки зрения, что было у французского писателя ключевым принципом конструктивного построения произведений. Таковы у Гюго сцены спора епископа Мириеля и старого члена Конвента, Жавера и Жана Вальжана, идейное столкновение Говэна и Симурдэна, Говэна и Лантенака. В романе «Девяносто третий год» кульминационные споры также происходят в тюрьме, также их ведут приговорённый к смертной казни и его идейный антагонист, пришедший для ночного разговора накануне смерти осуждённого. При этом осуждённый преступник олицетворяет подлинную человечность, тогда как его обвинитель являет собою воплощённую власть, государство. В случае Говэна и Лантенака Говэн также выпускает из темницы Лантенака.
Достоевский не делал отдельных публикаций главы «Великий инквизитор», возможно по той причине, что её содержание тесным образом соприкасается с изложением взглядов Ивана Карамазова в предыдущей главе «Бунт». Однако интерес к философии Достоевского в XX веке (в первую очередь, в Европе и США) вызвал многочисленные отдельные публикации притчи. В Великобритании отдельные публикации притчи появились уже в 1930 году. В России в постсоветское время также появился интерес к подобным изданиям. В 2003 году издательство «Печатный двор» в Санкт-Петербурге впервые выпустило отдельное издание поэмы: Достоевский Ф. М./ F.M. Dostoevsky. «Великий инквизитор. Глава из романа „Братья Карамазовы“ / The Grand Inquisitor». В издательской аннотации говорится, что поэма представлена на четырёх языках, в переводах с английского, translated by Constance Garnett, 1948; с французского, introdution par Pierre Pascal, 1952; с немецкого, aus dem russischen Durchgesehene übersetzung von H. Rohe, 1972. Помимо этого издание содержит графический цикл в футляре «Триптих триптиха» художника Юрия Селиверстова.

### Прочие художественные особенности произведения
Притча насыщена многочисленными аллюзиями из произведений отечественной и мировой литературы. В ней так или иначе упоминаются или подразумеваются слова или образы романов Виктора Гюго «Девяносто третий год», «Собор Парижской Богоматери», древнерусского апокрифа «Хождение Богородицы по мукам», «Откровения Иоанна Богослова», Евангелий, Псалтири, стихотворения Фридриха Шиллера «Желание» в переводе В. А. Жуковского, стихотворения Фёдора Тютчева «Эти бедные селенья…», поэмы А. И. Полежаева «Кориолан», стихотворения Генриха Гейне «Мир» из цикла «Северное море» в переводе М. В. Прахова, драмы Ф. М. Клингера «Буря и натиск», трагедии А. С. Пушкина «Каменный гость», его же стихотворения «Воспоминание», стихотворения Н. П. Огарёва «1849 год», романа немецкого писателя Жана-Поля «Зибенкез», трагедии И.-В. Гёте «Фауст», а также присутствует текстуальная перекличка со своими собственными произведениями «Хозяйка», «Преступление и наказание», «Идиот», «Подросток», статьями в «Дневнике писателя».
Из исторической литературы и публицистики в произведении можно найти отсылки к книге Уильяма Прескотта «История царствования Филиппа Второго, короля испанского», работе Эрнеста Ренана «Жизнь Иисуса», мемуарам А. И. Герцена «Былое и думы», статьи К. П. Победоносцева «Русские статьи из-за границы», работы Б. Паскаля «Письма к провинциалу», книге «Чингис-хан и его полчища, или Голубое знамя. Историческая повесть времён нашествия монголов».

## Идеологическое содержание притчи и советское литературоведение
Иван Карамазов, атеист и социалист, разворачивает всеобъемлющую критику христианства, утверждая, что завышенные моральные требования христианства по отношению к реальным людям делают невозможным следование им. Христос переоценил возможности несовершенного человечества, не учёл его слабость и малодушие. «Накорми, тогда и спрашивай с них добродетели!», — вторит ему его герой Великий инквизитор. Известный советский комментатор Достоевского Л. П. Гроссман считает, что критика христианства ведётся Иваном Карамазовым якобы с позиции передовой мысли XIX столетия, а на самом деле не имеет к нему ни малейшего отношения.
В подтверждение этого он приводит следующие соображения: «ценностям „духа“ здесь противопоставляется железная необходимость инстинктов, мечте о героических личностях — суровая правда о человеческих массах, внутренней свободе — неотразимые законы „хлеба“, наконец „идеалу Красоты“ — кровавая чудовищность исторической действительности. Речь ведётся о римском католичестве, об инквизиции, о папе и иезуитах, „исправивших подвиг Христа“ и заменивших его неосуществимые нравственные заветы атрибутами реальной власти: мечом кесаря, чудом, тайной и авторитетом. Но под Ватиканом здесь всё время разумеются и новейшие социальные учения, призывавшие ещё в сороковые годы к переустройству человечества на основе правильного распределения материальных благ». Далее Гроссман делает наблюдения над языком Достоевского-публициста: «„Вавилонская башня“, „общий и согласный муравейник“, „потребность всемирного соединения“, „успокоение всех“, „миллионы счастливых младенцев“ — вся эта терминология Инквизитора соответствует обычному словоупотреблению Достоевского, когда он пишет о социализме».

Великий инквизитор на иллюстрации Ю. И. Селиверстова

Выступая защитником социалистических ценностей, Гроссман считает, что позиция Великого инквизитора не имеет ничего общего с социализмом. Он ссылается при этом на А. В. Луначарского, усматривавшего в притче скрытую аналогию «социалисты родственны Великому инквизитору, — они несут сытость и цепи». Достоевский, по мнению А. В. Луначарского, не веруя в человека, в его социальный инстинкт, отвергает и подлинно человеческую, атеистическую революционную этику. По мнению Гроссмана, на всём протяжении поэмы Ивана Карамазова, чувствуется личная мука и выстраданная искренность самого Достоевского, тяжело переживавшего драму отречения от освободительных идей социализма во имя «меча кесаря» или авторитета самодержавной власти.
Глава «Великий инквизитор» в романе Достоевского призвана глубже оттенить характер Ивана Карамазова в связи с эсхатологическими мотивами его притчи: грядущим концом мира и водворением антихриста. Ощущение приближения мировой катастрофы было свойственно в конце жизни, по мнению комментаторов, и самому Достоевскому. Если в 1860-е годы эсхатологические образы посещают писателя лишь изредка, то в 1870-е годы они появляются всё чаще и чаще. Корректор типографии газеты «Гражданин» В. В. Тимофеева вспоминала о настроениях Достоевского середины 1870-х годов: "«Они и не подозревают, что скоро конец всему… всем ихним „прогрессам“ и болтовне! Им и не чудится, что ведь антихрист-то уж родился и идёт!» — он произнёс это с таким выражением и в голосе, и в лице, как будто возвещал мне страшную и великую тайну <…> — «Идёт к нам антихрист! Идёт! И конец миру близко, — ближе, чем думают!»". «Может быть, — кто знает, может быть, именно в эту ночь ему виделся дивный „Сон смешного человека“ или поэма „Великий инквизитор“!», — заключает мемуаристка.
По мнению советских достоевсковедов, писатель здесь лишь следует традиции народных сказаний и апокрифов, согласно которым второму пришествию Христа и концу света должно предшествовать царство антихриста, которое очень часто в народе отождествлялось с римским правлением, царство «четвёртое Римское еже есть антихристово». Иван Карамазов в каком-то смысле представляет собой это римско-католическое иезуитское начало в романе. Подобно антихристу, он строит свою модель будущего с помощью дьявола: «Мы взяли от него Рим и меч кесаря и объявили лишь себя царями земными», — говорит его Инквизитор. Об этом же говорит настойчиво подчёркиваемое Иваном Фёдоровичем стремление к социальной справедливости и земному счастью всех людей без исключения: «Ещё много выстрадает земля, но мы достигнем и будем кесарями и тогда уже помыслим о всемирном счастии людей», — уверен его Инквизитор.
Советскому литературоведению 1970-х годов (В. Е. Ветловская, В. В. Кусков) удалось найти параллели эсхатологии писателя в эсхатологических памятниках Средневековой Европы и Древней Руси. Так, неподдельная заинтересованность Великого инквизитора (и Ивана Карамазова) в благополучии людей соотносится, по их мнению, с тем, что сказано у Иринея Лионского об антихристе, радеющем, по его словам, сначала о любви и всеобщем счастье и делающем «вид, будто бы мстит за угнетённых». Но в древних сказаниях антихристова забота о благе человека притворная и лицемерная, в то время как персонажи Достоевского, по-видимому, вполне искренни в своих устремлениях. Великий инквизитор Достоевского исполнен гордыни и властолюбия. «Жажда поклонения и „рабских восторгов“ в равной степени отличают и героя эсхатологических сказаний, и Великого инквизитора», — пишут советские комментаторы Достоевского. Ещё одно подтверждение этой мысли они находят в описаниях антихриста в «Летописях русской литературы и древности» Н. С. Тихонравова: Великий инквизитор рассудочно отрекается от «безумия» веры, и это перекликается со свидетельствами древнерусских памятников о необычайном уме антихриста, о дьявольской природе его могущества и сверхъестественного обаяния (антихрист «исполнен будет диаволом <…> и обольстит лестию своею весь мир»).
Рассматривая притчу сквозь систему образов Апокалипсиса, где дьявол обладает властью, а антихрист «гордо и богохульно» отверзает «уста свои для хулы на Бога», исследователь В. Е. Ветловская приходит к выводу о том, что Иван Карамазов, «искушающий своего брата-„послушника“ гордой богоборческой идеей, как бы исполняет в данном случае роль того и другого».

## Критика притчи

### Ранние отклики

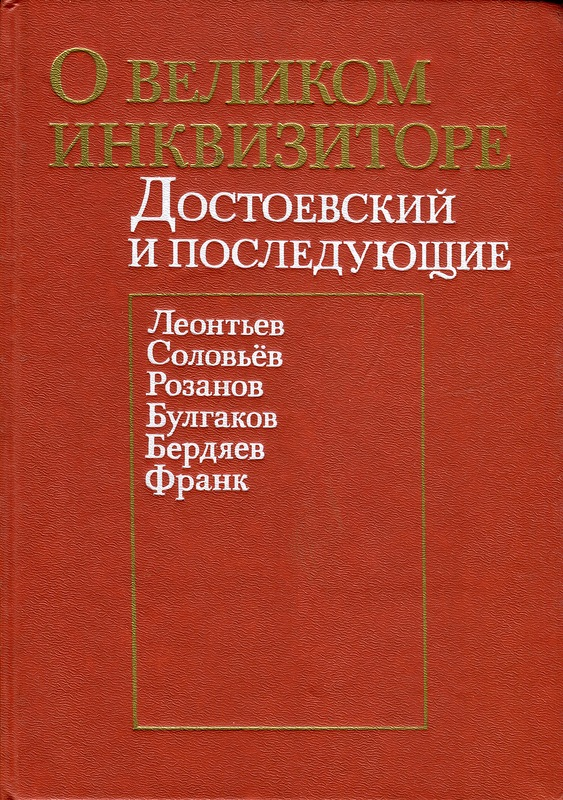
Сборник «О Великом инквизиторе. Достоевский и последующие», издательство «Молодая гвардия», М., 1991

Первые критические отзывы о притче начали появляться ещё до окончания публикации всего романа. Как правило, это не были изолированные отклики о самой притче — поэма Ивана Карамазова воспринималась современниками как органичная часть целого произведения. И всё же несмотря на разнородные мнения печати о достоинствах нового романа Достоевского, многочисленные упрёки в мистицизме его героев, обильное «возлияние деревянного маслица» и т. п. притча «Великий инквизитор» не получила ни одного отрицательного отзыва. Так критик революционно-демократического лагеря М. А. Антонович, последовательно отрицательно относившийся к творчеству Достоевского, в 1881 году в статье «Мистико-аскетический роман» вынужден был признать, что «Иван <…> религиозный вольнодумец или религиозный скептик; он видит в мире явления, которые служат для него камнем преткновения и соблазна и не гармонируют с его религиозными представлениями. Все свои сомнения и соблазны он откровенно исповедал Алёше, и его бурная, горячечная, иногда даже смахивающая на бред исповедь, так же, как и его поэма „Великий инквизитор“, представляют единственные поэтические страницы во всём романе. <…> Форма этих сомнений у Ивана действительно художественная».
Но в целом радикальный критик остался чужд идейно-философским исканиям Достоевского. Исходя из узко-партийных принципов «боевого демократизма», он игнорировал оригинальный взгляд Достоевского на католицизм и православие, на соотношение западной и восточной церквей. В его понимании идеология Достоевского «приобрела зловещий оттенок антигуманного клерикализма, направленного на подавление свободы человеческого духа», — как заметили комментаторы Полного собрания сочинений Достоевского. Тенденциозный критик полностью отождествил убеждения Великого инквизитора и самого Достоевского: «…Инквизитор уверен, что человечество, жестоко разочаровавшись в своих силах, своих надеждах и мечтах, придёт к ним, то есть к представителям высшего авторитета на земле, и сложит к ногам их свой гордый ум и свою буйную волю. Это так и должно быть, это и есть единственный исход, и по мнению наших старцев в романе, и самого автора его».
В 1879 году критик газеты «Молва» писал о главах «Бунт» и «Великий инквизитор», что они оказывают «на читателя потрясающее впечатление». Писатель, музыкальный критик и композитор Ф. М. Толстой в письмах Оресту Миллеру также восторженно отзывался о главах «Бунт» и «Великий инквизитор»:

Инквизитор — это воплощение Люцифера, облачённого в пурпур и увенчанного папской тиарой. А в личности Христа, в его взгляде, преисполненном благодушия, которым освещено лицо Инквизитора, я вижу, мнится мне, вижу облик автора романа. — Да! вы тысячу раз правы — Достоевский — это Weltschmezer, и его нельзя сравнивать с эгоистом Жан-Жаком. Если бы Лермонтову — единственному из наших поэтов, который мог бы позволить себе изложить стихами речь Ивана, — посчастливилось напасть на подобный сюжет, из-под его пера вышло бы произведение, ещё более грандиозное, чем его «Демон».— Ф. М. Толстой, письмо О. Ф. Миллеру, 17 июля 1879 года, пер. с фр. «Литературное наследство», т. 86, стр. 488.
Русский живописец и художественный критик Иван Крамской под впечатлением смерти Достоевского писал основателю Третьяковской галереи П. М. Третьякову 14 февраля 1881 года: «После „Карамазовых“ (и во время чтения) несколько раз я с ужасом оглядывался кругом и удивлялся, что всё идёт по-старому, а что мир не перевернулся на своей оси. Казалось: как после семейного совета Карамазовых у старца Зосимы, после „Великого инквизитора“ есть люди обирающие ближнего, есть политика, открыто исповедующая лицемерие, есть архиереи, спокойно полагающие, что дело Христа своим чередом, а практика жизни своим: словом, это до такой степени пророческое, огненное, апокалипсическое, что казалось невозможным оставаться на том месте, где мы были вчера, носить те чувства, которыми мы питались, думать о чём-нибудь, кроме страшного дня судного <…> Достоевский действительно был нашею общественной совестью».
Ещё при жизни писателя консервативная критика положительно встретила появление притчи. В письме от 16 августа 1879 года К. П. Победоносцев писал Достоевскому: «Рад душевно тому, что вы сообщаете мне о новой книге „Карамазовых“. Буду ждать нетерпеливо выхода августовской книжки Р. В. [„Русского вестника“] — Ваш „Великий инквизитор“ произвёл на меня сильное впечатление. Мало что я читал столь сильное. Только я ждал — откуда будет отпор, возражение и разъяснение — но ещё не дождался. Вы пишете, что 1/10 доли не выполнили против задуманного; но эта вещь стоит того, чтобы заняться ею в цельном приёме, пополнить и переделать что нужно».
В 1880 году авторитетный церковный журнал «Православное обозрение» подчёркивал «некоторый трагический элемент», который писатель по мнению журнала привносил в историю католицизма в целом, и в особенности в интерпретацию истории католицизма славянофила А. С. Хомякова. С. Д. Левитский, автор статьи «Идеалы будущего, набросанные в романе „Братья Карамазовы“», подписавшийся в журнале инициалами С. Л., выделял в словах и мыслях Великого инквизитора скрытое «нравственное страдание», вызванное, по его мнению, сознанием неправоты инквизиторского дела, однако это сознание Инквизитором терпеливо переносится «во имя любви к человечеству». Левитский писал, что молчание Христа во время беседы с Инквизитором и безмолвный поцелуй выражают Христово проникновение в трагизм переживаний Инквизитора: «В настоящем случае мы, таким образом, снова встречаемся с тою особенностью таланта г-на Достоевского, в силу которой он даже в самом отвратительном явлении или нравственно испорченном характере сумеет найти некоторые светлые точки, добрые стороны…»

### «Великий инквизитор» в литературе и философии Серебряного века

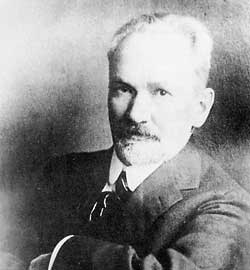
Розанова с Достоевским объединяло многое, в том числе женитьба на А. П. Сусловой, бывшей любовнице Достоевского

Позднее консервативный противник «розового христианства» Достоевского К. Н. Леонтьев писал Василию Розанову по поводу его статьи «Легенда о Великом инквизиторе»: «Хотя в статье вашей о „Великом инквизиторе“ многое множество прекрасного и верного, и сама по себе „Легенда“ есть прекрасная фантазия, но всё-таки и оттенки самого Достоевского в его взглядах на католицизм и вообще на христианство ошибочны, ложны и туманны; да и вам, дай Бог, от его нездорового и подавляющего влияния поскорее освободиться! Слишком сложно, туманно и к жизни неприложимо».
Этюд В. В. Розанова появился в 1891 году, в последний год жизни К. Н. Леонтьева. Это была первая работа, которая посвящена собственно притче Достоевского. Она вызвала немалый интерес у нового поколения российских философов и литераторов, своей деятельностью способствовавших возникновению феномена Серебряного века русской культуры. После этой статьи влияние идей «Великого инквизитора» так или иначе получило отражение в трудах Владимира Соловьёва, Дмитрия Мережковского, Николая Бердяева, Сергея Булгакова, Семёна Франка и др.
О своём двояком отношении к личности Достоевского и его философии известный модернистский литератор и критик Д. С. Мережковский отозвался в статье 1906 года «Пророк русской революции (К юбилею Достоевского)» в журнале «Весы»: «Достоевский едва не сделал нам зла, какое может сделать человек человеку, — едва не соблазнил нас соблазном Антихриста, впрочем, не по своей вине, ибо единственный путь ко Христу Грядущему — ближе всех путей к Антихристу. <…> …мы сообщники Достоевского. Доныне казалось, что у него два лица — Великого инквизитора, предтечи Антихриста, и старца Зосимы — предтечи Христа. И никто не мог решить, иногда сам Достоевский не знал, какое из этих двух лиц подлинное, где лицо и где личина». По мнению Мережковского, предвидение Великого инквизитора о стомиллионном стаде счастливых младенцев нашло своё подтверждение в современной социал-демократии и военной диктатуре пролетариата.
Мережковский не исключал и того, что ещё одно аллегорическое предвидение Великого инквизитора при некотором стечении обстоятельств может свершиться в действительности: «Приползёт к нам Зверь и будет лизать ноги наши, и обрызжет их кровавыми слезами из глаз своих. И мы сядем на Зверя и воздвигнем чашу и на ней будет написано: „Тайна“». Мистическое предсказание истолковывалось им как «борьба между государством и церковью — борьба на жизнь и смерть», где государство (Зверь, антихрист) должно погибнуть. При этом Мережковский «исправлял» консервативную религиозно-философскую мысль Достоевского, переосмысливая её в духе собственного «религиозного анархизма», антитезы христианского Богочеловека и церковного-государственного Человекобога, Христа и антихриста. Упрёк Мережковского Достоевскому состоял в том, что Достоевский не понял того факта, что царское самодержавие, как и католицизм, также происходит от Антихриста.
Историк и экономист М. И. Туган-Барановский рассматривал проблему самоцельности и равноценности человеческой жизни в «Великом инквизиторе» и в «Преступлении и наказании», сравнивая два социальных идеала, один из которых состоит в достижении наибольшего счастья, а второй — в наибольшей нравственной высоте личности. Сравнивая Родиона Раскольникова и Великого инквизитора, историк приходит к выводу о том, что Великий инквизитор также убеждён в неравенстве людей, но он их не убивает, а приносит в жертву сам себя. «Он презирает людей и любит их любовью, основанной на жгучем сострадании к их жалкой беспомощности и к их ничтожеству, — любит, как любят слабых, порочных детей. Правда, с этой любовью соединяется такая жажда власти и такая гордыня, которых Раскольникову и не снилось. <…> честолюбие Великого инквизитора гораздо больше — он хочет окончательно покорить себе волю людей, всю без остатка, хочет стать для людей высшим, непререкаемым авторитетом, богом, перед которым добровольно преклонялись, на которого молились эти жалкие существа».

## Философская проблематика
В своей поэме Достоевский устами Ивана Карамазова и Великого Инквизитора намечает несколько важных для понимания мировоззрения писателя онтологических проблем: «Тайна бытия человеческого не в том, чтобы только жить, а в том, для чего жить. Без твёрдого представления себе, для чего ему жить, человек не согласится жить и скорей истребит себя, чем останется на земле, хотя бы кругом его всё были хлебы», — говорит Инквизитор. Ещё одна ключевая проблема для Достоевского это проблема свободы, свободной личности, осознанно делающей свой выбор в пользу Христа и христианских ценностей, а не в результате внешнего воздействия иезуитских либо инквизиторских сил. Свободный отказ от личной свободы, свобода науки, свобода мышления, соотношения свободной воли и вседозволенности (принцип «всё позволено»). Постановка проблемы свободы выбора сделала Достоевского одним из предшественников возникшего в XX веке экзистенциализма.

## Влияние на последующее развитие мировой культуры и переводы
Притча побудила французского поэта Шарля Леконт де Лиля написать поэму «Доводы святого отца». Поэма была опубликована уже после смерти поэта в 1895 году. Вместо Инквизитора в поэме выступает папа Иннокентий III, в ночном разговоре с призраком Христа он следует аргументации Великого инквизитора Достоевского. Другой французский поэт Вилье де Лиль Адан, написавший ранее трагедию «Аксель», по прочтении им притчи Достоевского вновь обратился к своей работе и дополнил её мотивами из поэмы Ивана Карамазова.
Философские взгляды Достоевского оказали значительное влияние на мировоззрение Владимира Соловьёва. Среди произведений Соловьёва, на создание которых оказала воздействие притча Достоевского, можно безусловно назвать «Три разговора», 1899 г.
Творчество Достоевского оказало значительное воздействие на Франца Кафку. Комментаторы Достоевского и Кафки считают, что «отмечалась определённая философская перекличка новеллы Кафки „В исправительной колонии“ (1914; опубл. — 1919) с „Легендой о Великом инквизиторе“»
Однако на Западе у притчи были не только поклонники, но и противники. Так английский писатель Д. Г. Лоуренс бравировал тем, что не воспринимал суть притчи Достоевского: «Я читал „Великого инквизитора“ трижды, но так толком и не запомнил, о чём там идёт речь». Тем не менее, Лоуренсу принадлежит предисловие 1930 года к одному из первых отдельных изданий притчи русского писателя. Это предисловие написано им с ницшеанских позиций.

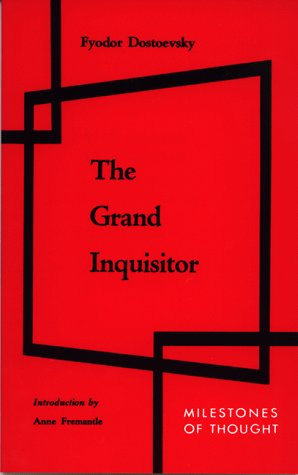
Обложка английского издания «Великого инквизитора», издательство Bloomsbury Academic, 1981 год

Уильям Фолкнер часто упоминал о том влиянии на его творчество, которое оказало на него чтение произведений Достоевского. Критики находят многочисленные параллели к Достоевскому в произведениях Фолкнера, в частности, некоторые реплики героев «Диких пальм» восходят к «Великому инквизитору», а герой наиболее сложного и многозначного произведения Фолкнера «Притча», по мнению советского литературоведа Т. Мотылёвой, «символически соотнесён с Христом, вернувшимся на землю; его беседа с тюремным священником накануне казни даже текстуально тесно соприкасается с легендой из „Братьев Карамазовых“».
В 1942 году немецкий композитор Борис Бляхер создал ораторию для баритона хора и оркестра «Der Großinquisitor» по Достоевскому, автор либретто Лео Борхард.
В 1977 году в Великобритании был снят короткометражный телефильм «Великий инквизитор». Роль Великого инквизитора играет Джон Гилгуд.
В 1979 году французским режиссёром Раулем Сангла был снят телефильм с тем же названием. В роли Великого инквизитора снялся Мишель Робен.
В 2002 году английским режиссёром Бетсаном Моррисом Эвансом был снят телефильм «Инквизиция» / Inquisition по притче Ф. М. Достоевского. В роли Великого инквизитора снялся Дерек Джекоби
Современный режиссёр Кама Гинкас в московском ТЮЗе в 2006 году поставил спектакль «Нелепая поэмка» с Игорем Ясуловичем в главной роли. Спектакль собрал массу положительных отзывов у театральных критиков, а роль Великого инквизитора была признана одной из самых сильных ролей Игоря Ясуловича. Среди современных театральных инсценировок можно также назвать российский телеспектакль «Легенда о Великом Инквизиторе» режиссёра Игоря Штернберга, 2004, с Михаилом Ульяновым в главной роли, английский театральный спектакль «Великий инквизитор» режиссёра Питера Брука с Брюсом Майерсом в роли Инквизитора был поставлен в парижском театре «Буфф дю Нор» также в 2004 году. В 2007 году его привозили на Чеховский фестиваль. В 2000-е годы на сценах Парижа и других европейских городов французский режиссёр Патрис Шеро устраивал публичные чтения-моноспектакли из произведений своих любимых авторов. На сцене парижского театра «Буфф дю Нор» в 2005 году он читал «Записки из подполья», а в Риме в 2006 году он прочёл главу «Великий инквизитор» Достоевского. Ещё один моноспектакль был поставлен в 2011 году в Белоруссии режиссёром Владимиром Матросовым. Он называется «Достоевский вопрос», спектакль поставлен Республиканским театром белорусской драматургии, исполнитель главной роли актёр НАДТ им. М. Горького Валерий Шушкевич.
К поэме «Великий инквизитор» Илья Глазунов в серии иллюстраций к «Братьям Карамазовым» создал триптих «Легенда о Великом Инквизиторе»: левая часть «Христос и Инквизитор», 1985 год, центральная часть «Голгофа», 1983 год, правая часть триптиха «Ф. М. Достоевский. Ночь», 1986 год. Ещё один художественный триптих к притче создал другой советский художник-график Юрий Селиверстов. Наряду с Ильёй Глазуновым, он считается тонким ценителем и знатоком творчества Ф. М. Достоевского.
В Великобритании одним из лучших считается перевод притчи, выполненный Констанс Гарнет, 1912, с предисловием Анны Фриманл, 1956. В 1930 году в Англии вышло отдельное издание притчи в переводе С. С. Котелянского с предисловием Д. Г. Лоуренса.

## Комментарии
1. ↑  «Великий инквизитор» — авторское название произведения и название соответствующей главы романа «Братья Карамазовы»; «Легенда о Великом инквизиторе» — название работы В. В. Розанова, 1894 г., которое со временем начало применяться и к самой притче Достоевского.
2. ↑  Глава «Великий инквизитор» в Полном собрании сочинений Ф. М. Достоевского Академии наук СССР в тридцати томах (1972—1990 гг.) не рассматривается как отдельное произведение, поэтому все общие историко-литературные, критические, художественные, литературоведческие, философские и т. п. оценки романа «Братья Карамазовы», применимые и к этой притче, в настоящей статье не рассматриваются.
3. ↑  «Кульминационными», по мере написания, вдохновлённый автор называл и некоторые другие более поздние главы.
4. ↑  В советских переизданиях Достоевского, включая поздние академические, этот фрагмент печатался с использованием строчной буквы «о» в слове «он», создавая тем самым недоразумения с идентификацией Христа
5. ↑  Выразитель мировой скорби (нем.).